# Hurufismus
Der Hurufismus (arabisch حروفية / ḥurūfiyya) ist eine von Fazlallāh Astarābādī (1339–1401), auch Faḍl Allāh Ḥurūfī genannt, im späteren 14. Jahrhundert gegründete schiitisch geprägte mystisch-gnostische Variante des Sufismus.
Seine Anhänger betrachteten Fazlallah als eine “manifestation of God in a human body and expected that he would return in a second coming after his execution and create a just society before the world was destroyed in a final apocalypse” („Manifestation Gottes in einem menschlichen Körper und erwarten, dass er bei seiner Wiederkunft nach seiner Hinrichtung eine gerechte Gesellschaft schafft, bevor die Welt in einer abschließenden Apokalypse zerstört wird“).
Der aserbaidschanische Dichter und Philosoph Imadaddin Nasimi (gest. 1417/18) wandte sich ihr zu und verbreitete Fazlallah Astarabadis Lehre erfolgreich weiter.
„Die Lehre von den Sprachlauten – die Phonetik - wurde von den Muslimen mit „Ilm-e Huruf“ oder „Macharidsch Al Huruf“ – das heißt Wissenschaft der Buchstaben und „Buchstabenbildung“ bezeichnet.“ Die Anhänger des Hurufismus wurden auch als Hurûfi oder „Buchstabendeuter“ bezeichnet.
Fazlallah Astarabadi versuchte den Mongolen-Herrscher Timur (Tamerlan) zu konvertieren, wurde aber verhaftet und auf dessen Befehl 1394 von Miran Schah, einem Sohn Timurs, bei Nachitschewan (Naxçıvan) hingerichtet. Seine Anhänger revoltierten in Aserbaidschan, aber der Aufstand wurde niedergeschlagen.
Im 15. Jahrhundert war die Lehre über Aserbaidschan, die Türkei, den Iran, Irak, Syrien und andere Länder des muslimischen Orients verbreitet.
Im Osmanischen Reich wurde die Lehre durch einen seiner Schüler, Ali al-Ada (Alī al-Aʿlā), eingeführt und von dem Derwischorden der Bektaschi angenommen. Dieser hat das Erbe von Fazlallahs Lehren am längsten und bis heute bewahrt (Balkan, Albanien).
Auch die kurdischen Ahl-e Haqq wurden von der Lehre beeinflusst.
Fazlallah Astarabadis Buch „Dschawidanname“ (Buch über Ewigkeit), auch als „Dschawidane Kabir“ (Große Ewigkeit) bekannt, betrachteten die Anhänger der Lehre als heilige Schrift.
In jüngerer Zeit haben sich Hamid Algar, Fatih Usluer, Shahzad Bashir und Orkhan Mir-Kasimov um die Erforschung des Hurufismus verdient gemacht.

## Persönlichkeiten
- Fazlallāh Astarābādī
- Ali al-Ada
- Nesimi
- Sayyid Ishaq